# Kynosarges

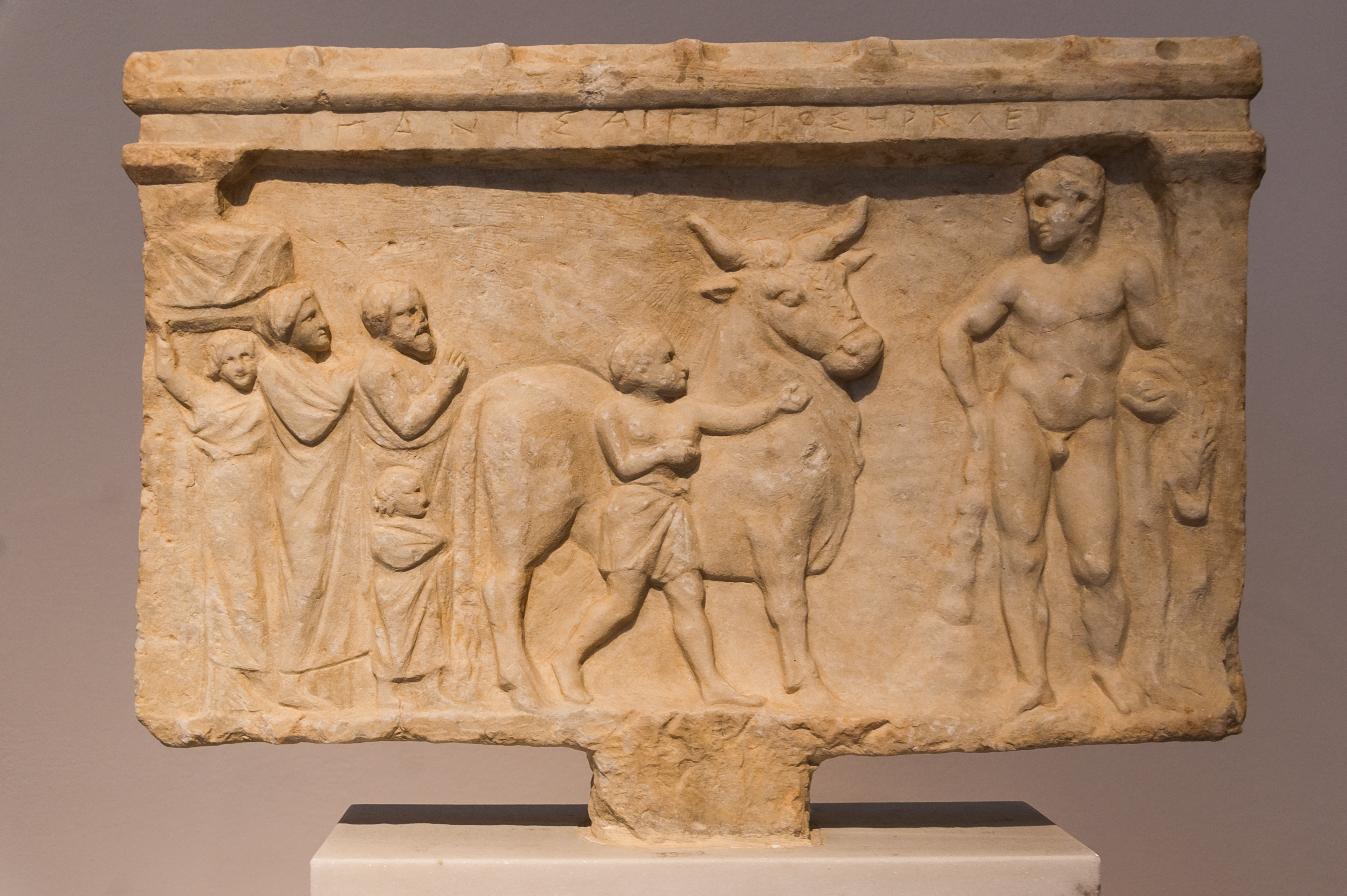
Votivstele: Ein Jüngling bringt einen Stier als Opfer für Herakles. Vermutlich aus dem Heiligtum des Herakles Kynosarges. 4. Jahrhundert v. Chr.

Das Kynosarges (altgriechisch Κυνόσαργες ‚Wo der Hund liegen blieb‘) war eines der drei Gymnasien im antiken Athen, im Demos Diomeia gelegen. Der Athener Stadtteil Kynosargous wurde nach ihm benannt.

## Heiligtum des Herakles Kynosarges
Seinen Namen verdankt es dem ursprünglich an dieser Stelle befindlichen, von Diomos errichteten Heiligtum des Herakles Kynosarges. Nach der Überlieferung soll Diomos Herakles am väterlichen Herd ein Opfer dargebracht haben. Ein Hund schnappte sich ein Opferstück, rannte davon und ließ sich schließlich an einem Ort nieder. Diomos folgte ihm und gründete an dieser Stelle das Heiligtum des Herakles Kynosarges, da er das Geschehene als göttliches Zeichen deutete.
Dieses Heiligtum lag wahrscheinlich auf dem Hügel, auf dem sich heute die Plateia Kynosargous befindet. Cecil Harcourt Smith vermutete, dass in dem kleinen Park an der Stelle der Kirchenruine der Tempel des Herakles Kynosarges lag.

## Die Gymnasien Athens
Die Akademie, benannt nach dem vorzeitlichen Heros Akademos, dessen Grab in der Nähe lag, befand sich im Nordwesten der Stadt, das Lykeion befand sich auf der Ostseite und das Kynosarges im Süden. Das Gymnasion Kynosarges war dabei von der athenischen Stadtverwaltung den „unechten“ athenischen Bürgern, das heißt: den aus Mischehen mit Ausländern hervorgegangenen Athenern, für ihre Übungen zugeteilt worden. Plutarch erklärte hierzu, dass ja Herakles, dessen Heiligtum namensgebend war, auch kein legitimer Gott war, da seine Mutter eine Sterbliche war. Durch hartes Training könne man den Unterschied zwischen Ausländern und Athenern überwinden.
Alle drei Gymnasien sind durch philosophische Richtungen berühmt geworden, die die Räumlichkeiten nutzten, um darin ihren Unterricht anzubieten: die Akademie durch Platon und die Platoniker oder Akademiker, das Kynosarges durch den Sokrates-Schüler Antisthenes, den Begründer der kynischen Philosophie, dessen Mutter Thrakerin war, und das Lykeion durch Aristoteles und die Peripatetiker.

## Lage
Das Kynosarges Gymnasium lag südlich des Ilisos außerhalb der Stadtmauer vor dem Diomeischen Tor. Östlich der Kirche Agios Panteleimon an der Kallirois-Straße fand man ein Gebäude aus Klassischer Zeit, das in römischer Zeit mit einem Bad überbaut worden war. 70 m östlich fand man ebenfalls ein Gymnasium, das man mit dem von Pausanias erwähnten identifiziert. Es soll von Hadrian erbaut und hierfür sollen 100 Säulen aus Afrika importiert worden sein.
Eine aufgefundene Inschrift erwähnt einen Dromos, also ein Stadion, in Richtung Agrai gelegen. Dieses Stadion war sicherlich Bestandteil des Kynosarges Gymnasium. Da für ein Stadion eine große ebene Fläche benötigt wurde, kann es nur am südlichen Ufer des Ilisos zwischen Kallirrhoë und der Kirche Agios Panteleimon gelegen haben. Auch eine Inschrift, die den Gerbern verbietet, am Ilisos oberhalb des Herakles-Heiligtums Häute zu gerben, wurde aufgefunden. Daraus geht hervor, dass auch das Heiligtum in diesem Bereich lag.

## Geschichte
Unter den Fundamenten des Gebäudes, das man als das Kynosarges identifizierte, fand man Gräber aus dem 10. bis 7. Jahrhundert v. Chr. Über diesen wurde vermutlich im 6. Jahrhundert v. Chr. das Kynosarges errichtet. Bei der Brandschatzung Athens durch die Perser im Jahre 480 v. Chr. wurde es zerstört und kurz danach von Themistokles wieder errichtet. Aus dieser Zeit fand man ein Ionisches Kapitell. 200 v. Chr. wurde es von Philipp V. zerstört. In römischer Zeit wurde an dieser Stelle ein Gebäude errichtet, dass in Byzantinischer Zeit in eine Kirche umgewandelt worden ist. Östlich davon errichtete Hadrian im Jahre 131/2 ein neues Gymnasion. Zwischen dem alten und dem neuen Gymnasium verlief die Straße nach Sounion.
Beide Gymnasien wurden 1896 und 1897 von der British School at Athens ausgegraben. Zu dieser Zeit war dieser Bereich noch unbebaut – heute liegt er mitten in Athen. Leider sind die Grabungsergebnisse nie komplett veröffentlicht worden, und die erstellten Pläne gingen verloren. 1969 entdeckte die Archäologin Olga Alexandri zwischen Wohnhäusern Mauern, die sie als die von Cecil Harcourt Smith beschriebenen Mauern des Hadriansgymnasiums identifizieren konnte.